# Farman

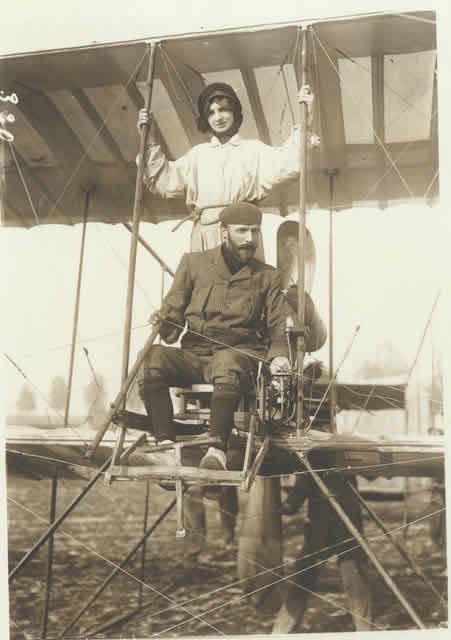
Henri Farman al 1913

Avions Farman fou una empresa de fabricació d'avions localitzada a França. Fundada l'any 1908 pels germans Henri i Maurice Farman, fabricava tots tipus d'avions i automòbils de luxe. La companyia es va dissoldre el 1941.

## Aeronaus

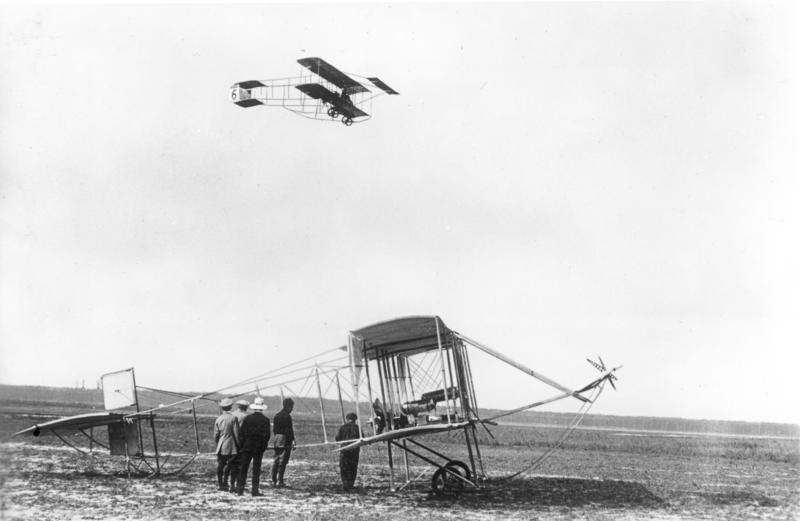
Farman III (1910)

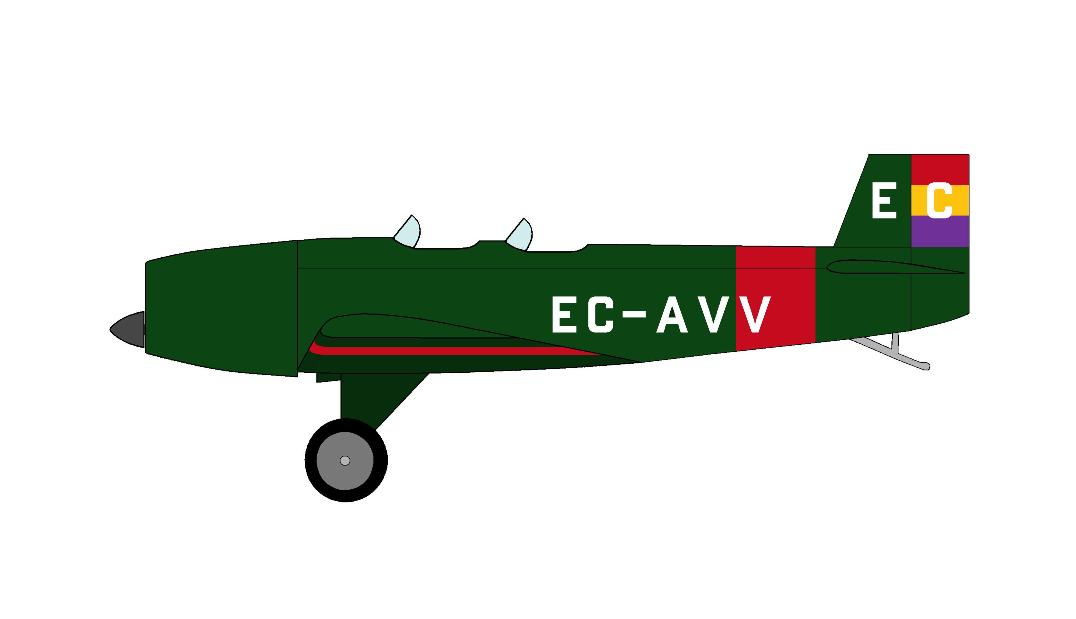
Farman F.354 (1937)

- Farman III
- Farman IV
- Farman XV
- Farman F.20
- Farman F.30
- Farman F.31
- Farman F.40 Horace Farman
- Farman F.50
- Farman F.51
- Farman F.60 Goliath
- Farman F.70
- Farman F.121 Jabiru
- Farman F.166
- Farman F.180 Oiseau Bleu
- Farman F.190
- Farman F.222
- Farman F.230
- Farman F.271
- Farman F.402
- Farman F.430 Alize
- Farman HF.20
- Farman HF.27
- Farman M.F.7 Longhorn
- Farman M.F.11 Shorthorn
- Farman NC.470

## Automòbils

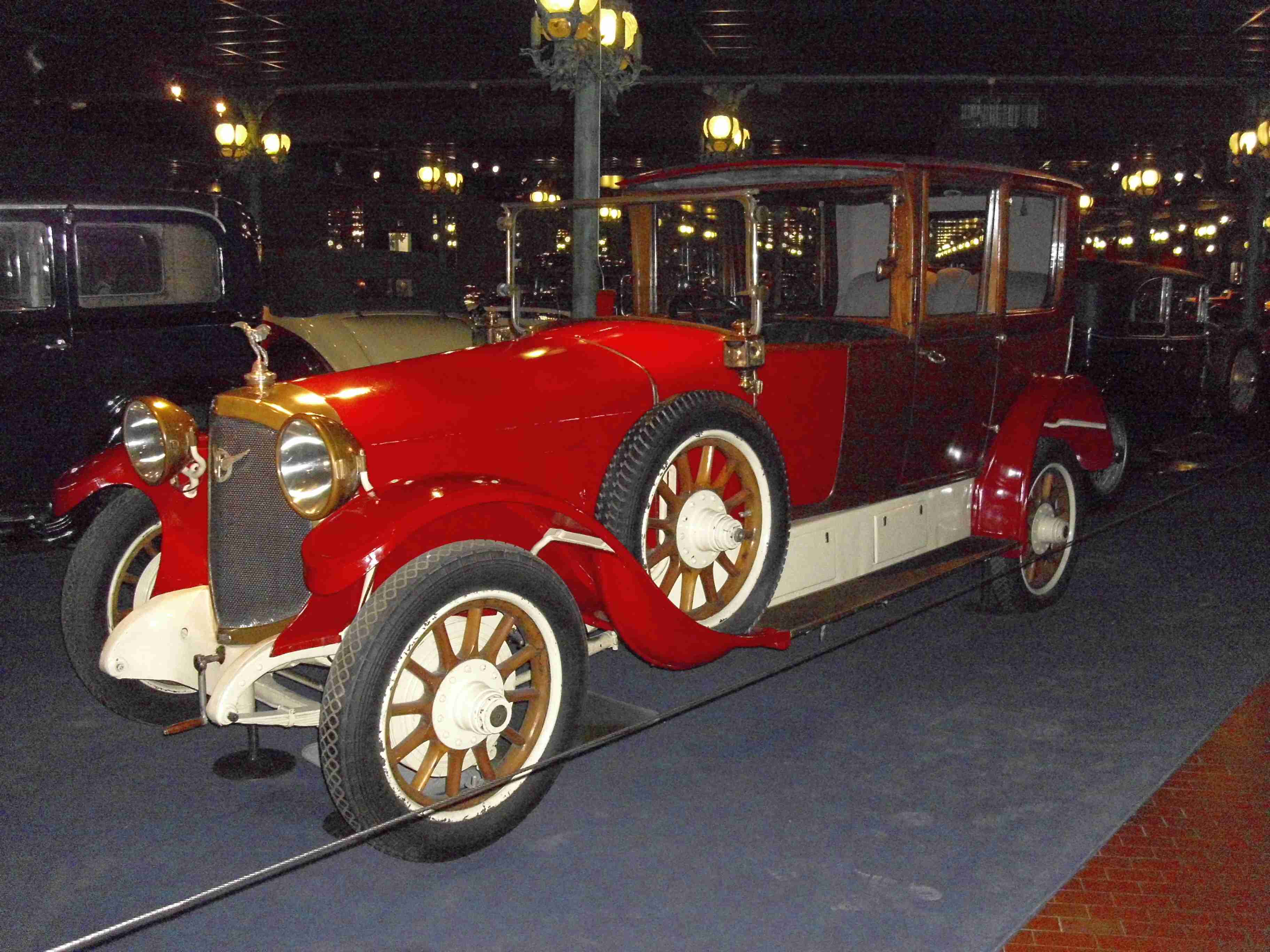
Farman A 6 (1923)

- Farman 12 CV (1902)
- Farman A 6 (1919–1923)
- Farman A 6 B (1923–1927)
- Farman NF (1927–1929)
- Farman NF 2 (1929–1931)